# Плавучая водяная мельница
Плавучая водяная мельница — разновидность водяной мельницы, в которой водяное колесо и присоединённые механизмы располагаются на плавающей платформе. Впервые появились в VI веке в Италии. Плавучесть платформы позволяет использовать мельницу с неизменной эффективностью при меняющемся уровне воды.

## Технология
Водяное колесо находится между плавучим зданием мельницы и второй, вспомогательной платформой, хотя существуют указания на мельницы с двумя колесами по бокам, на манер ранних пароходов. Само здание пришвартовывается к берегу. Всё сооружение, для большей эффективности, располагается в месте с сильным течением. При необходимости, такие мельницы могли перемещать по течению реки, в том числе и вверх, при помощи тягловых лошадей.
Срок службы плавучих мельниц редко превышал 30—40 лет: в отличие от стационарных, они не могли быть каменными.

## Современность
Летом 2010 года в Магдебурге протестирован прототип современной плавучей мельницы для выработки электроэнергии. Он имел размеры 16×6 м и мощность 4,5 кВт. Водяное колесо погружалось в Эльбу на 1,2 м. В 2015 году, с учетом опыта, полученного при тестировании, задействован новый, больший агрегат, мощностью уже 14 кВт.

## Географическое распространение
Наплавные мельницы существовали практически на всех достаточно крупных реках Европы. К эпохе Марии Терезии, в районе 1750—1780 годов, еще насчитывалось более сотни.
- Везер: впервые упоминаются в 1250 году в Бремене. У бременского Большого моста через Везер с XVI века и по 1838 год было около десятка плавучих мельниц[5][6]. В 1326 году упоминаются в Миндене.
- Дунай: упоминаются в 1493 в Регенсбурге. В Вене в районе Кайзермюлен (нем. Kaisermühlen), у нынешнего Альте-Донау. В Орте-ан-дер-Донау. Только в районе Вены в 1770-х насчитывалось 20 таких мельниц, некоторые сохранились до XX века.
- Зальцах: уже на старейшем сохранившемся изображении Лауфена (1569 или 1571) присутствуют две плавучие мельницы. Использовались до XIX века.
- Мура: множество мельниц в Австрии, Словении, Хорватии, Венгрии.
- Одра: водяная мельница дала название местечку Шифмюле[нем.]. Существовала до 1770 года, сам поселок стоит и поныне.
- Рейн: например, Кёльнские мельницы на Рейне[нем.], также в Страсбурге и Майнце. Известны с IX и по XX век. В 1853 году от Брайзаха до Кобленца их было 61.
- Тибр: существовали в Риме.
- Эльба: до 1911 года, например, плавучая водяная мельница Вестерхюзен[нем.].